# Kroetoberegovo
Kroetoberegovo (Russisch: Крутоберегово) is een plaats (selo) in het gemeentelijk district Oest-Kamtsjatski van de Russische kraj Kamtsjatka. De plaats ligt aan de zuidoostoever van het Nerpitsjemeer, naast de luchthaven Oest-Kamtsjatsk, op ongeveer 12 kilometer ten oosten van het districtscentrum Oest-Kamtsjatsk. De plaats telde 330 inwoners in 2007 en bestaat uit 5 straten. Het grootste deel van de plaats bestaat uit laagbouw.

## Geschiedenis
De plaats ontstond als direct gevolg van de grote tsunami die op 14 april 1923 de landtong teisterde waarop de havenwerken van Oest-Kamtsjatsk waren gebouwd. Hierbij werd de vissector zware schade toegebracht en verloren vele mensen hun leven. Er werd daarop gekozen voor de bouw van een nieuwe nederzetting in de luwte van de bergen rond het Nerpitsjemeer aan het kleine stroompje Kroetoj. De naam Kroetoberegovo betekent "oever van de Kroetoj".
Het daaropvolgende jaar woonden er reeds 37 mensen. Tijdens de collectivisatie werd hier de landbouw-kolchoz "Vissersman-jager" opgericht, die onder de lokale bevolking echter de naam "noch visserij noch jacht" droeg vanwege het feit dat er alleen melk en vleeskoeien en kippen werden gehouden en aardappelen, radijsjes, mierik en komkommers (in grote kassen) werden verbouwd. De kolchoz liep door gebrek aan landbouwmachines, moeilijke grond en de zware klimatologische omstandigheden slecht en ging begin jaren 60 op in de sovchoz "Oest-Kamtsjatski", die kort daarop werd hernoemd tot "Kroetoberegovski".
De plaats werd in die tijd uitgebreid met een tweetal straten met een aantal nieuwe huizen, opslagplaatsen, werkplaatsen, schuren voor koeien en een Huis van Cultuur. In augustus 1972 werd een café (club) geopend. Door de val van de Sovjet-Unie en de daaropvolgende crises raakte de sovchoz langzaam in verval. Ook een militaire afdeling, die bij het dorp was gestationeerd en waar een aanzienlijk deel van de bevolking werkte, werd overgeplaatst. Een groot deel van de bevolking, met name de jongeren, verliet de plaats. Alleen de armere bevolking bleef achter.
In 2002 bevonden zich er nog een afdeling van het waterbedrijf, het eerder genoemde Huis van Cultuur, drie particuliere bedrijven, een school en een kleuterschool.